# Феминизам
Феминизам је збир друштвених покрета и идеологија чији је циљ дефинисање, успостављање и брањење једнаких политичких, економских, културалних и социјалних права жена. Залаже се за ослобођење жена од насиља, сексизма и традиционалних женских улога (домаћице, супруге, мајке, сексуалног објекта) и за прихватање жене као целокупне личности. Покрет се такође бори за остварење економске и политичке равноправности жена. Посебно се бави указивањем на постојање опресије у свакодневици, њеном предочавању јавности и третману жртава. Идеја покрета је уједињење жена како би се превазишла дискриминација. У почетку је покрет био ограничен само на жене, да би у каснијим периодима почео да укључује и мушкарце као активисте.
Феминисткиње сматрају да је патријархат, као доминација мушкараца над женама, основна врста угњетавања, која се провлачи кроз све сфере живота. Познат феминистички слоган „лично је политичко“ указује на то да појединачна репресија у кући, мужа над женом, ствара глобалну репресију у друштву, мушкарца над женом.
Феминистички покрет се испочетка испољавао у два облика:
- као покрет за једнака плаћања радног учинка
- као покрет за давање права гласа женама које су жене у већини европских земаља стекле након Првог светског рата, а касније и у другим деловима света. И данас постоје државе у којима жене немају право гласа.

Како је политичка, а и економска равноправност жена постигнута у институционалном смислу, тако је и феминизам постепено еволуирао. Настала је и нова форма феминизма која се назива радикални феминизам. Феминизам се у последње време јавља и као реакција на пораст нео-конзервативизма и верског фундаментализма. Једна од главних феминистичких борби у многим земљама је право на легалан, бесплатан и доступан побачај.

## Историјат
Феминизам је покрет који је настао у западним земљама у XIX веку као једна од последица индустријске револуције. Развој машина је почео отклањати потребу за људском радном снагом, постепено елиминирајући једну од предности коју су мушкарци имали над женама. То је омогућило женама да постану све значајнији део радне снаге, поготово за време Првог светског рата када су замјењивале мушкарце на фронту.
Феминистички покрет се испочетка испољавао у два облика - као покрет за равноправност у платама, односно као покрет за давање права гласа женама. Ово потоње је с временом постигнуто у већини западних земаља након Првог светског рата, а касније и у остатку света.
Како је политичка, а и економска равноправност жена постигнута у институционалном смислу, тако је и феминизам постепено еволуирао у нову форму радикалног феминизма коме је циљ био промена традиционалну улоге жене у друштву путем напада на брак и материнство као традиционалне институције, односно на мушкарце који су по природи репресивни према женама. Иако је релативно мали број жена прихватио тај екстремни став, данас се феминизам најчешће повезује с њим.
Феминизам се у посљедње време јавља и као својеврсна одбрамбена реакција на пораст нео-конзервативизма и верског фундаментализма, којима је циљ да врате традиционалне институције као и традиционални положај жене у друштву.
Развој феминизма се дели у три периода:
- Први талас феминизма - траје кроз 19. век и означава борбу жена за право гласа. Феминисткиње које се боре за женско право гласа познате су као суфражеткиње.
- Други талас феминизма - јавља се 1960-их година и траје до 1980-их година. У овом периоду формиран је феминизам као правац, развијене су класичне поставке и фокус феминизма, радило се на организацији масовног покрета, родној равноправност, антиимперијализму, промени законодавства, оснивани су женски и феминистички часописи, рађено је на едукацији жена, почела су да се обрађује проблематика мушког насиља.
- Трећи талас феминизма - започео је почетком 1990-их година]] и траје и данас. У овом периоду редефинисана је реч род и постављен је акценат на родне разлике. Овај период је посебно близак квир теорији, постмодернизму, екофеминизму, транс-феминизму.

### Врсте
Главне тенденције у феминизму 20 века:
- радикални феминизам - радикалне феминисткиње истичу важност акције и протеста као начина освајања женског простора и изградње женске културе. Фокуси су мушко насиље над женама, силовање, женско ропство и порнографија. Главни кривац за родну неравноправност је патријархат, као целокупан систем мушке власти над женама; од мушких владара, мушке војске, мушке индустрије, мушке религије, мушке науке и мушке културе.
- социјалистички феминизам - социјалистичке феминисткиње наглашавају нужност заједничких акција са другим потлаченим групама и класама - антиимперијалистичком покрету, радничким организацијама, левим политичким странкама; а у новије време антиглобализму/алтерглобализму, ЛГБТ покрету, синдикалним групама.. Главни извор родне неравноправности, по социјалистичким феминисткињама није патријархат, већ класна експлоатација из које настаје патријархат. Родно ослобођење није могуће све докле су моћ и богатство у рукама неколицине малобројних и економски самосталних мушкараца.
- либерални феминизам - подржавају оне феминисткиње које верују у постојећи друштвени систем, ког треба поправити а не рушити. Законодавство је, сматрају, једина метода којом ће се увести родна равноправност, а најважнији задатак је подстаћи жене на образовање и политичку партиципацију.
- анархо-феминизам

### Фокуси данашњег феминизма
Крајем 1970-их година се фокус пажње феминиста преусмерава с питања „обичне“ једнакоправности према низу питања важних за живот жена у друштву, међу којима се истичу:
- Једнака грађанска и политичка права мушкараца и жена
- Бесплатна и сигурна контрацепција те право на побачај
- Право на слободу и живот жена без мушкараца те лезбијско материнство
- Силовање у браку
- Једнаке плате мушкараца и жене те једнаке могућности на радном месту
- Репродуктивна права и контрола рађања
- Насиље у породице
- Сексуална експлоатација
- Женско ропство
- Женска солидарност
- Права  особа, посебно лезбијки, те жена из других маргинализираних група, етничких група, итд.
- Теза приватно је политичко - не постоји приватно питање ако се ради о дискриминацији и насиљу, јер они су сами политичко питање и захтевају друштвену или државну интервенцију

## Женске студије
Већина факултета у свету данас нуди и женске студије (често под називом „родне студије“, енгл. Gender Studies) у којима се истражују најновија кретања у феминистичкој теорији. У Србији, женске студије се изучавају на Факултету политичких наука у Београду. На различитим универзитетима на Западу, делују студијски програми под називима попут женске студије, феминистичке и полне студије, полне студије и слично.
Тежиште изучавања и борбе за једнакост се у научној и друштвеној делатности ових феминиста и феминисткиња преусмерава са полне једнакости, на питање родне једнакости. При томе, „род“ је у пракси напросто израз сексуалне оријентације: род једне особе се зове онако како се зове и њена сексуална оријентација, једино што родна теорија у склопу појма род ставља више нагласак на социјалне и правне аспекте живота дотичне особе.
Критичари теорија које на почетку 21. века промовишу актуални нараштај феминистичких научника окупљених на универзитетима називају те теорије родном идеологијом и посебно указују на пресудни утицај лезбијског феминизма (то није пежоративни израз, протагонисткиње га користе врло поносито) на феминизам трећег таласа.

## Унутарфеминистичке критике „феминизму трећег таласа“
Већ 1994. године Кристина Хоф Сомерс, америчка феминисткиња и (тада) професорка филозофије на Кларк универзитету, издаје књигу „Who Stole Feminism? How Women Have Betrayed Women“ у којој износи мишљење да „родне фемнисткиње“ (њена кованица) које у то време формирају горе већ споменути „трећи талас“ феминизма кваре и руше постигнућа нараштаја феминисткиња које су се бориле за једнакост полова и које и надаље желе тако чинити (ту она убраја и себе). Сомерсова сматра да је контрапродуктивно уверавати свет, али и жене саме, да жене нису способне бити слободне особе ако не престану бити жене. Она тврди да су (већ почетком 1990-их година) те родне феминисткиње ревносним радом успеле у САД да узму у руке кључеве свих финансијских залагања за женска права, како из државних, тако из приватних извора; те описује како постаје немогуће да се напредује у универзитетском свету без подршке феминисткиња које су поборнице те нове идеологије. Сомерсова се до данас заузима за „класични правични феминизам“, где се тражи једнакост и правичност за жене, те тврди како се показује да „што су ствари боље за жене, то су професорке са женских студија срдитије... Заиста не мислим да нам треба једна алтернативна визија. Мислим да већ имамо добру визију, коју зовем 'правични феминизам'. То је класични феминизам који нам је донео право гласа, који нам је донео правичност у образовању, који наставља да нам доноси једнакост шанси. То је феминизам у који ја верујем. Томе није требало давати неки филозофски израз јер су то већ сасвим лепо биле учиниле Мари Волстонкрафт, Елизабет Кади Стентон и Сузан Б. Антони. То је баштина жена у овој земљи. Стога нисам имала потребу да пишем нову филозофију феминизма... Оно што сам морала учинити је било да разоткријем ту посебну школу феминизма коју ја зовем родни феминизам“.
Сомерсова се овом књигом уврстила у нову категорију „дисидентских феминисткиња“, у чему јој се придружио један мањи број научница које су уједно ангажоване феминисткиње. Дисидентске феминисткиње не иступају јавно против главне струје данашњег феминизма, али се оне феминисткиње које главној струји припадају жале, како је данашња варијанта феминизма друштвено изразито неприхваћена. Тако Светлана Кнежевић, координаторка иницијативе „За рад спремне“ износи у августу 2014. године за часопис „Глобус“ своју оцену да „Већина људи о феминизму учи из патријархалних масовних медија и као резултат тога већина људи остаје збуњена по питању родне равноправности“.
Међу католичким интелектуалкама постоји тенденција да се - ослонцем на теолошка промишљања папе Јована Павла II - презентује феминистичка мисао и пракса залагања за права жена која би била сагласна католичкој вери: неки аутори примењују за такве напоре назив „нови феминизам“, или „нови католички феминизам“.
У САД постоји постојана склоност међу припадницама републиканске странке да своје ефективно залагање за женска права назову феминизмом - што захтева пуно објашњавања, с обзиром да је актуални „феминизам трећег таласа“ изразито несклон - и у великој мери некомпатибилан - са било каквом политиком деснице.

## Феминизам и поп култура
У данашњој поп култури присутни су сегменти феминистичких порука - од филмова и књига па све до песама у којима су се бројне певачице изјасниле као феминисткиње као што су нпр. Лорд, Мајли Сајрус и Бијонсе. Године 2014. на додели МТВ Видео музичких награда, која спада у најгледаније доделе на свету, Бијонсе је уживо извела део своје песме Flawless са снажном поруком што су неки медији прогласили најснажнијим феминистичким тренутком поп културе у историји. Део који је извела заправо је део говора нигеријске феминисткиње Чимаманд Нгози Адичи:
 Учимо девојке да се снужде, да се смање. Говоримо девојкама: „Можете имати амбиције, али не превише, треба циљати да будете успешне, али не преуспешне, иначе угрожавате мушкарце.“ Зато што сам женско, очекује се да тежим браку, очекује се да радим животне изборе увек држећи на уму да је брак најважнији. Брак може бити извор задовољства и љубави и међусобне подршке, али зашто то исто не учимо дечаке? Одгајамо девојке да виде једна другу као конкуренцију - не за послове или за достигнућа, већ за пажњу мушкараца. Учимо девојке да не могу бити сексуална бића на начин на који су то дечаци. Феминист/киња - особа која верује у социјалну, политичку и економску једнакост сполова.
Бранд женских хигијенских производа Always је 2014. у јуну покренуо кампању LikeAGirl видеом на Јутјубу који је до септембра погледан преко 40 милиона пута. У видеу је приказано како тинејџери, укључујући и девојке, због друштва схватају поређење „као цура“ увредом, где фразе попут „трчати као цура“, „борити се као цура“, „бацати лопту као цура“, доживљавају као да то значи чинити наведене ствари лоше и неспретно, а не трчати, борити се или бацати лопту најбоље што можеш. Циљ кампање је да се подигне свест о лошим последицама таквог кориштења фразе као цура по самопоуздању девојака у адолесцентном добу. Многи су на видео реагирали врло позитивно, посебно спортисткиње, док су га неки описали као маркетиншки трик.